# Hallowpoint
Hallowpoint — мікстейп американського репера Spice 1, виданий лейблом Deanland Studios у день Геловіну, 31 жовтня 2010 р. Дистриб'ютор: 101 Distribution.

## Список пісень
1. «Intro» — 0:37
2. «AK AK Loaded» (з участю OJ da Juiceman) — 2:46
3. «Hallowpoint» (з участю Zigg Zagg) — 4:42
4. «Hope Hope Hope» (з участю Yukmouth та Brotha Lynch Hung) — 4:03
5. «Don't Push Me» (з участю Roscoe) — 4:38
6. «Bloody Murda» (з участю E-Note) — 3:21
7. «Darkness Falls» — 0:48
8. «Guns with the Money» — 3:43
9. «Candyman» — 4:56
10. «Take Off Your Mask» (з участю E-Note) — 3:27
11. «Edge of Night» — 0:37